# Legacy of Kain
Legacy of Kain (en español: El Legado de Kain) es una saga de videojuegos que giran en torno a una historia repleta de mitología vampírica.
El juego comienza cuando un joven noble de la ciudad de Coorhagen llamado Kain es asesinado por unos bandidos en Ziegsturhl. Ambas son ciudades de una tierra mítica llamada Nosgoth.
A Kain se le ofrece la posibilidad de vengarse de sus asesinos por medio de una conversión vampírica, oportunidad que no deja escapar.
Después de acabar con sus asesinos descubre que no eran más que los instrumentos de su asesinato. Además se le encomienda la misión de restaurar los 9 pilares de Nosgoth para traer el equilibrio a la dañada tierra.
Este es el comienzo de una historia que no tendrá como único protagonista a Kain (Blood Omen) pues, en los Soul Reaver, el protagonista es su lugarteniente Raziel convertido a un ente algo diferente de los vampiros. Y en la última entrega de la saga, Legacy of Kain: Defiance, se da la posibilidad de usar a los dos para aclarar la cada vez más complicada historia. 

## Saga
- Blood Omen: Legacy of Kain

El primer juego de la saga comienza con la invasión de unos vampiros a una fortaleza durante la cual matan a los 'Guardianes de los Pilares', como venganza por el asesinato del llamado 'Último Vampiro Alado'. Ese acontecimiento hace que sólo uno de esos guardianes quede con vida y corrompe los Pilares de Nosgoth, destruyendo,  así, el equilibrio de este mundo. Muchos años después, Kain, un noble caballero de una tierra lejana de Nosgoth, es atacado por un grupo de mercenarios, siendo asesinado por una espada que atraviesa su pecho. Ya en el inframundo, es convertido en vampiro por un ser llamado Mortanius. Es allí donde descubre la traición por parte de su anterior raza humana y los excesos que han tenido en la lucha con la ahora su nueva raza vampírica. Al final se erige como el líder de la raza vampiros.
- Legacy of Kain: Soul Reaver

En el segundo juego vemos un Nosgoth deteriorado y casi destruido. Hace miles de años, Kain luchó contra los 'Guardianes de los Pilares' pero descubrió que, finalmente, él también era uno de ellos y, para conservar el equilibrio de Nosgoth, debía sacrificarse. Rechaza el sacrificio en venganza por la traición de su antigua raza humana y decide formar un imperio donde conservaría a su nueva raza vampírica. En esta entrega el personaje principal es Raziel, un vampiro convertido en un 'Segador de Almas' por orden del Dios Antiguo tras el asesinato de Kain ordenando a sus hermanos arrojarle al abismo, el cual se centra en la venganza contra sus hermanos vampiros por destruirlo y sobre el mismo Kain por haberlo traicionado y corrompido su origen humano, como antiguo sacerdote-guerrero Sarafan.
- Legacy of Kain: Soul Reaver 2

El tercer juego muestra, nuevamente, a Raziel como personaje principal. Él había seguido a Kain, tras destruir a sus hermanos, hasta una cámara conocida como 'La sala del Oráculo', donde descubre nuevos secretos por los cuales, su sed de venganza se calma y deseando, simplemente, dejar de ser el instrumento de otros y buscando más sobre él mismo. Tras perseguir a Kain a través la cámara del tiempo, llega a un lugar donde es recibido por Moebius, 'el Guardián del Tiempo', diciéndole que regresó en el tiempo a la época de la invasión de los vampiros a la fortaleza de los Sarafan (en Blood Omen: Legacy of Kain) y para poder seguir su camino debe destruir a Kain. Sin embargo, su mera presencia en esta época produce una gran paradoja en el tiempo. Raziel debe fortalecer su 'Segadora' para poder descubrir la verdad sobre su origen descubriendo la terrible verdad de su antiguo ser. Fue él quien, como humano, asesinó a Vorador y a Janos Audron, todo orquestado por Moebius.
- Blood Omen 2: Legacy of Kain

El cuarto juego no está en la misma línea de tiempo de los otros juegos y se puede situar años después del primer Blood Omen pero mucho antes del primer Soul Reaver. En él se narra la batalla de Kain contra un líder Sarafan y su derrota y posterior recuperación. Por primera vez en la saga de 'El Legado de Kain' se descubre un interés amoroso por su parte. Este juego sirve de vínculo perfecto para el último.
- Legacy of Kain: Defiance

Último juego hasta ahora, se revelan los secretos y Kain se convierte nuevamente en el personaje principal. Una poderosa relación surge entre Kain y Raziel cuando este último descubre el papel para el que fue hecho, desempeñándolo, por ser un fin noble. Kain triunfa temporalmente pero no en definitiva. 
Esta última parte termina en el pasado, en el mismo instante donde la locura de un guardián corrompe los Pilares de Nosgoth y Kain observa desde lo alto de la antigua ciudadela vampírica la destrucción de los mismos, pero puede ver un atisbo de esperanza para Nosgoth...
- Nosgoth

Juego de esta saga que nunca llegó a ser lanzado de manera oficial, solamente llegó a fase de beta abierta y se trató de un multijugador en línea, basado en las deathmatchs en la que se enfrentan vampiros contra los humanos.

## Diseño del juego
El diseño de los juegos de la saga está basado en clásicos juegos RPG, como The Legend of Zelda entre otros.
El diseño del juego Soul Reaver 1 y 2 recuerda a las pinturas de H. R. Giger, el diseño metálico de Blood Omen, el diseño suave de las criaturas.